# Moje krásná čarodějka
Moje krásná čarodějka (v anglickém originále Bewitched) je americká filmová komedie z roku 2005. Režisérkou filmu je Nora Ephron. Hlavní role ve filmu ztvárnili Nicole Kidman, Will Ferrell, Shirley MacLaine, Michael Caine a Jason Schwartzman.

## Obsazení
| Nicole Kidman     | Isabel Bigelow/Samantha Stephens |
| Will Ferrell      | Jack Wyatt/Darrin Stephens       |
| Shirley MacLaine  | Iris Smythson/Endora             |
| Michael Caine     | Nigel Bigelow                    |
| Jason Schwartzman | Ritchie                          |
| Kristin Chenoweth | Maria Kelly                      |
| Heather Burns     | Nina                             |
| Jim Turner        | Larry                            |
| Stephen Colbert   | Stu Robison                      |
| Steve Carell      | strýc Arthur                     |
| Ed McMahon        | sebe                             |